# 2006 FIFAワールドカップ・南米予選
2006 FIFAワールドカップ・南米予選は、南米地域の2006 FIFAワールドカップ・予選である。南米サッカー連盟に加盟する10カ国でホーム・アンド・アウェー方式で行われた。本大会出場枠は4.5。なお、前回優勝のブラジルもこの予選から出場することになった。予選5位はオセアニア1位と大陸間プレーオフに回る。しかし、5位のウルグアイは大陸間プレーオフでオーストラリアに敗れ、出場を逃した。

## 最終順位
| チーム       | 試 | 勝 | 分 | 敗 | 得 | 失 | 差  | 点 |
| ------------ | -- | -- | -- | -- | -- | -- | --- | -- |
| ブラジル     | 18 | 9  | 7  | 2  | 35 | 17 | +18 | 34 |
| アルゼンチン | 18 | 10 | 4  | 4  | 29 | 17 | +12 | 34 |
| エクアドル   | 18 | 8  | 4  | 6  | 23 | 19 | +4  | 28 |
| パラグアイ   | 18 | 8  | 4  | 6  | 23 | 23 | 0   | 28 |
| ウルグアイ   | 18 | 6  | 7  | 5  | 23 | 28 | −5  | 25 |
| コロンビア   | 18 | 6  | 6  | 6  | 24 | 16 | +8  | 24 |
| チリ         | 18 | 5  | 7  | 6  | 18 | 22 | −4  | 22 |
| ベネズエラ   | 18 | 5  | 3  | 10 | 20 | 28 | −8  | 18 |
| ペルー       | 18 | 4  | 6  | 8  | 20 | 28 | −8  | 18 |
| ボリビア     | 18 | 4  | 2  | 12 | 20 | 37 | −17 | 14 |

| チーム  | チーム       | AWAY         | AWAY             | AWAY           | AWAY           | AWAY           | AWAY           | AWAY     | AWAY       | AWAY       | AWAY         |
| チーム  | チーム       | ブラジルの旗 | アルゼンチンの旗 | エクアドルの旗 | パラグアイの旗 | ウルグアイの旗 | コロンビアの旗 | チリの旗 | ベネズエラ | ペルーの旗 | ボリビアの旗 |
| ------- | ------------ | ------------ | ---------------- | -------------- | -------------- | -------------- | -------------- | -------- | ---------- | ---------- | ------------ |
| H O M E | ブラジル     | X            | 3-1              | 1-0            | 4-1            | 3-3            | 0-0            | 5-0      | 3-0        | 1-0        | 3-1          |
| H O M E | アルゼンチン | 3-1          | X                | 1-0            | 0-0            | 4-2            | 1-0            | 2-2      | 3-2        | 2-0        | 3-0          |
| H O M E | エクアドル   | 1-0          | 2-0              | X              | 5-2            | 0-0            | 2-1            | 2-0      | 2-0        | 0-0        | 3-2          |
| H O M E | パラグアイ   | 0-0          | 1-0              | 2-1            | X              | 4-1            | 0-1            | 2-1      | 1-0        | 1-1        | 4-1          |
| H O M E | ウルグアイ   | 1-1          | 1-0              | 1-0            | 1-0            | X              | 3-2            | 2-1      | 0-3        | 1-3        | 5-0          |
| H O M E | コロンビア   | 1-2          | 1-1              | 3-0            | 1-1            | 5-0            | X              | 1-1      | 0-1        | 5-0        | 1-0          |
| H O M E | チリ         | 1-1          | 0-0              | 0-0            | 0-1            | 1-1            | 0-0            | X        | 2-1        | 2-1        | 3-1          |
| H O M E | ベネズエラ   | 2-5          | 0-3              | 3-1            | 0-1            | 1-1            | 0-0            | 0-1      | X          | 4-1        | 2-1          |
| H O M E | ペルー       | 1-1          | 1-3              | 2-2            | 4-1            | 0-0            | 0-2            | 2-1      | 0-0        | X          | 4-1          |
| H O M E | ボリビア     | 1-1          | 1-2              | 1-2            | 2-1            | 0-0            | 4-0            | 0-2      | 3-1        | 1-0        | X            |

- ブラジル、アルゼンチン、エクアドル、パラグアイが本大会出場。
- ウルグアイはCONMEBOL-OFC大陸間プレーオフに進出。

## 対戦結果

### 第1節
| 2003年9月6日 16:00 (UTC-3) |

| アルゼンチン                | 2 - 2    | チリ                            |
| キリ 32分 · アイマール 36分 | レポート | ミロセビッチ 60分 · ナビア 77分 |

| エスタディオ・モヌメンタル・アントニオ・ベスプチオ・リベルティ（ブエノスアイレス） 観客数: 35,372人 主審: ウバルド・アキノ |

| 2003年9月6日 16:00 (UTC-5) |

| エクアドル                       | 2 - 0    | ベネズエラ |
| エスピノーサ 5分 · テノリオ 72分 | レポート |            |

| エスタディオ・オリンピコ・アタウアルパ（キト） 観客数: 14,997人 主審: ルベン・セルマン |

| 2003年9月6日 20:20 (UTC-5) |

| ペルー                                                          | 4 - 1    | パラグアイ    |
| ソラーノ 34分 · メンドーサ 42分 · ソト 83分 · ファルファン 90分 | レポート | ガマーラ 24分 |

| エスタディオ・ナシオナル（リマ） 観客数: 42,557人 主審: エクトル・バルダッシ |

| 2003年9月7日 16:00 (UTC-3) |

| ウルグアイ                                                                | 5 - 0    | ボリビア |
| フォルラン 17分 · チェバントン 40分, 61分 · アベイホン 83分 · ブエノ 88分 | レポート |          |

| エスタディオ・センテナリオ（モンテビデオ） 観客数: 39,253人 主審: ヒルベルト・イダルゴ |

| 2003年9月7日 16:15 (UTC-5) |

| コロンビア    | 1 - 2    | ブラジル                  |
| アンヘル 38分 | レポート | ロナウド 22分 · カカ 61分 |

| エスタディオ・メトロポリターノ・ロベルト・メレンデス（バランキヤ） 観客数: 55,000人 主審: オラシオ・エリソンド |

### 第2節
| 2003年9月9日 19:00 (UTC-4) |

| ベネズエラ | 0 - 3    | アルゼンチン                                   |
|            | レポート | アイマール 7分 · クレスポ 25分 · デルガド 32分 |

| エスタディオ・オリンピコ（カラカス） 観客数: 24,783人 主審: マルティン・バスケス |

| 2003年9月9日 21:10 (UTC-4) |

| チリ                                | 2 - 1    | ペルー          |
| ピニージャ 35分 · ノランブエナ 70分 | レポート | メンドーサ 57分 |

| エスタディオ・ナシオナル（サンティアゴ） 観客数: 54,303人 主審: ダニエル・ヒメネス |

| 2003年9月10日 16:00 (UTC-4) |

| ボリビア                                             | 4 - 0    | コロンビア |
| バルディビエソ 11分 (pen.) · ボテロ 27分, 49分, 59分 | レポート |            |

| エルナンド・シレス競技場（ラパス） 観客数: 23,200人 主審: パウロ・セザール・デ・オリヴェイラ |

| 2003年9月10日 19:00 (UTC-4) |

| パラグアイ                                | 4 - 1    | ウルグアイ        |
| カルドソ 26分, 58分, 72分 · パレデス 53分 | レポート | チェバントン 24分 |

| エスタディオ・ディフェンソーレス・デル・チャコ（アスンシオン） 観客数: 15,000人 主審: オスカル・ルイス |

| 2003年9月10日 20:45 (UTC-4) |

| ブラジル            | 1 - 0    | エクアドル |
| ロナウジーニョ 13分 | レポート |            |

| ヴィヴァウドン（マナウス） 観客数: 36,601人 主審: ルイス・ソロルサーノ |

### 第3節
| 2003年11月15日 15:00 (UTC-2) |

| ウルグアイ                      | 2 - 1    | チリ            |
| チェバントン 31分 · ロメロ 49分 | レポート | メレンデス 21分 |

| エスタディオ・センテナリオ（モンテビデオ） 観客数: 60,000人 主審: クラウディオ・マルティン |

| 2003年11月15日 16:00 (UTC-5) |

| コロンビア | 0 - 1    | ベネズエラ   |
|            | レポート | アランゴ 9分 |

| エスタディオ・メトロポリターノ・ロベルト・メレンデス（バランキヤ） 観客数: 20,000人 主審: カルロス・チャンディア |

| 2003年11月15日 19:20 (UTC-3) |

| パラグアイ                          | 2 - 1    | エクアドル    |
| サンタ・クルス 29分 · カルドソ 75分 | レポート | メンデス 58分 |

| エスタディオ・ディフェンソーレス・デル・チャコ（アスンシオン） 観客数: 12,000人 主審: フアン・カルロス・パニアグア |

| 2003年11月15日 21:30 (UTC-3) |

| アルゼンチン                                          | 3 - 0    | ボリビア |
| ダレッサンドロ 56分 · クレスポ 61分 · アイマール 63分 | レポート |          |

| エスタディオ・モヌメンタル・アントニオ・ベスプチオ・リベルティ（ブエノスアイレス） 観客数: 30,042人 主審: ヒルベルト・イダルゴ |

| 2003年11月16日 16:00 (UTC-5) |

| ペルー      | 1 - 1    | ブラジル      |
| ソラノ 50分 | レポート | リバウド 20分 |

| エスタディオ・モヌメンタル（リマ） 観客数: 70,000人 主審: オスカル・ルイス |

### 第4節
| 2003年11月18日 19:00 (UTC-4) |

| ベネズエラ                  | 2 - 1    | ボリビア    |
| レイ 90分 · アランゴ 90+2分 | レポート | ボテロ 60分 |

| エスタディオ・ホセ・パチェンチョ・ロメロ（マラカイボ） 観客数: 30,000人 主審: マウリシオ・レイノソ |

| 2003年11月18日 22:05 (UTC-3) |

| チリ | 0 - 1    | パラグアイ    |
|      | レポート | パレデス 30分 |

| エスタディオ・ナシオナル・デ・チリ（サンティアゴ） 観客数: 61,923人 主審: グスタボ・メンデス |

| 2003年11月19日 17:00 (UTC-5) |

| エクアドル | 0 - 0    | ペルー |
|            | レポート |        |

| エスタディオ・オリンピコ・アタウアルパ（キト） 観客数: 34,361人 主審: エピファニオ・ゴンサレス |

| 2003年11月19日 21:00 (UTC-5) |

| コロンビア    | 1 - 1    | アルゼンチン  |
| アンヘル 47分 | レポート | クレスポ 27分 |

| エスタディオ・メトロポリターノ・ロベルト・メレンデス（バランキヤ） 観客数: 35,034人 主審: カルロス・シモン |

| 2003年11月19日 21:50 (UTC-2) |

| ブラジル                        | 3 - 3    | ウルグアイ                                             |
| カカ 20分 · ロナウド 28分, 87分 | レポート | フォルラン 57分, 76分 · ジウベルト・シウバ 78分 (o.g.) |

| セントロ・ポリエスポルティーヴォ・ピネイロ（クリチバ） 観客数: 28,000人 主審: オラシオ・エリソンド |

### 第5節
| 2004年3月30日 16:00 (UTC-4) |

| ボリビア | 0 - 2    | チリ                                  |
|          | レポート | ビリャロエル 37分 · M.ゴンサレス 59分 |

| エルナンド・シレス競技場（ラパス） 観客数: 40,000人 主審: クラウディオ・マルティン |

| 2004年3月30日 20:30 (UTC-3) |

| アルゼンチン  | 1 - 0    | エクアドル |
| クレスポ 60分 | レポート |            |

| エスタディオ・モヌメンタル・アントニオ・ベスプチオ・リベルティ（ブエノスアイレス） 観客数: 55,000人 主審: マルティン・バスケス |

| 2004年3月31日 19:40 (UTC-3) |

| ウルグアイ | 0 - 3    | ベネズエラ                                           |
|            | レポート | ウルダネタ 19分 · H. ゴンサレス 67分 · アランゴ 77分 |

| エスタディオ・センテナリオ（モンテビデオ） 観客数: 40,094人 主審: レネ・オルトゥベ |

| 2004年3月31日 21:45 (UTC-5) |

| ペルー | 0 - 2    | コロンビア                      |
|        | レポート | グリサレス 30分 · オビエド 42分 |

| エスタディオ・ナシオナル（リマ） 観客数: 29,325人 主審: マルシオ・レゼンデ・デ・フレイタス |

| 2004年3月31日 21:45 (UTC-3) |

| パラグアイ | 0 - 0    | ブラジル |
|            | レポート |          |

| エスタディオ・ディフェンソーレス・デル・チャコ（アスンシオン） 観客数: 40,000人 主審: オスカル・ルイス |

### 第6節
| 2004年6月1日 16:00 (UTC-4) |

| ボリビア                         | 2 - 1    | パラグアイ    |
| クリスタルド 8分 · スアレス 72分 | レポート | カルドソ 33分 |

| エルナンド・シレス競技場（ラパス） 観客数: 23,013人 主審: マルシオ・レゼンデ・デ・フレイタス |

| 2004年6月1日 19:00 (UTC-4) |

| ベネズエラ | 0 - 1    | チリ            |
|            | レポート | ピニージャ 83分 |

| エスタディオ・ポリデポリティボ・デ・プエルト・ヌエボ（サン・クリストバル） 観客数: 23,040人 主審: カルロス・トーレス |

| 2004年6月1日 21:40 (UTC-3) |

| ウルグアイ      | 1 - 3    | ペルー                                          |
| フォルラン 72分 | レポート | ソラノ 13分 · ピサーロ 18分 · ファルファン 61分 |

| エスタディオ・センテナリオ（モンテビデオ） 観客数: 30,000人 主審: ルベン・セルマン |

| 2004年6月2日 16:00 (UTC-5) |

| エクアドル                 | 2 - 1    | コロンビア    |
| デルガド 3分 · サラス 66分 | レポート | オビエド 57分 |

| エスタディオ・オリンピコ・アタウアルパ（キト） 観客数: 31,484人 主審: エクトル・バルダッシ |

| 2004年6月2日 21:45 (UTC-3) |

| ブラジル                                         | 3 - 1    | アルゼンチン |
| ロナウド 16分 (pen.), 67分 (pen.), 90+6分 (pen.) | レポート | ソリン 79分  |

| エスタジオ・ゴベルナドール・マガリャンイス・ピント（ベロオリゾンテ） 観客数: 60,000人 主審: オスカル・ルイス |

### 第7節
| 2004年6月5日 16:00 (UTC-5) |

| エクアドル                                               | 3 - 2    | ボリビア                                |
| ソリス 27分 (o.g.) · デルガド 32分 · デ・ラ・クルス 38分 | レポート | グティエレス 57分 · カスティージョ 74分 |

| エスタディオ・オリンピコ・アタウアルパ（キト） 観客数: 30,020人 主審: グスタボ・ブランド |

| 2004年6月6日 15:00 (UTC-5) |

| ペルー | 0 - 0    | ベネズエラ |
|        | レポート |            |

| エスタディオ・ナシオナル（リマ） 観客数: 40,000人 主審: ホルヘ・ラリオンダ |

| 2004年6月6日 15:00 (UTC-3) |

| アルゼンチン | 0 - 0    | パラグアイ |
|              | レポート |            |

| エスタディオ・モヌメンタル・アントニオ・ベスプチオ・リベルティ（ブエノスアイレス） 観客数: 37,000人 主審: カルロス・シモン |

| 2004年6月6日 17:10 (UTC-5) |

| コロンビア                                                          | 5 - 0    | ウルグアイ |
| ポチェコ 17分, 31分 · モレノ 20分 · レストレポ 81分 · エレーラ 86分 | レポート |            |

| エスタディオ・メトロポリターノ・ロベルト・メレンデス（バランキヤ） 観客数: 7,000人 主審: カルロス・アマリージャ |

| 2004年6月6日 21:30 (UTC-3) |

| チリ               | 1 - 1    | ブラジル                  |
| ナビア 89分 (pen.) | レポート | ルイス・ファビアーノ 16分 |

| エスタディオ・ナシオナル（サンティアゴ） 観客数: 62,503人 主審: オラシオ・エリソンド |

### 第8節
| 2004年9月4日 19:00 (UTC-5) |

| ペルー    | 1 - 3    | アルゼンチン                                      |
| ソト 62分 | レポート | ロサレス 14分 · コロッチーニ 66分 · ソリン 90+2分 |

| エスタディオ・モヌメンタル（リマ） 観客数: 28,000人 主審: カルロス・シモン |

| 2004年9月5日 15:15 (UTC-3) |

| ウルグアイ  | 1 - 0    | エクアドル |
| ブエノ 57分 | レポート |            |

| エスタディオ・センテナリオ（モンテビデオ） 観客数: 28,000人 主審: ヒルベルト・イダルゴ |

| 2004年9月5日 17:10 (UTC-3) |

| ブラジル                                                      | 3 - 1    | ボリビア          |
| ロナウド 1分 · ロナウジーニョ 12分 (pen.) · アドリアーノ 44分 | レポート | クリスタルド 48分 |

| エスタジオ・ド・モルンビー（サンパウロ） 観客数: 60,000人 主審: エクトル・バルダッシ |

| 2004年9月5日 18:20 (UTC-4) |

| パラグアイ    | 1 - 0    | ベネズエラ |
| ガマーラ 52分 | レポート |            |

| エスタディオ・ディフェンソーレス・デル・チャコ（アスンシオン） 観客数: 30,000人 主審: グスタボ・メンデス |

| 2004年9月5日 21:00 (UTC-3) |

| チリ | 0 - 0    | コロンビア |
|      | レポート |            |

| エスタディオ・ナシオナル（サンティアゴ） 観客数: 62,523人 主審: ウィルソン・デ・ソウザ |

### 第9節
| 2004年10月9日 15:00 (UTC-3) |

| アルゼンチン                                         | 4 - 2    | ウルグアイ                                   |
| ルチョ 6分 · フィゲロア 32分, 54分 · サネッティ 44分 | レポート | C.ロドリゲス 63分 · チェバントン 86分 (pen.) |

| エスタディオ・モヌメンタル・アントニオ・ベスプチオ・リベルティ（ブエノスアイレス） 観客数: 50,000人 主審: ウィルソン・デ・ソウザ |

| 2004年10月9日 16:00 (UTC-4) |

| ボリビア    | 1 - 0    | ペルー |
| ボテロ 56分 | レポート |        |

| エルナンド・シレス競技場（ラパス） 観客数: 23,729人 主審: マウリシオ・レイノソ |

| 2004年10月9日 17:10 (UTC-5) |

| コロンビア      | 1 - 1    | パラグアイ    |
| グリサレス 17分 | レポート | ガビラン 77分 |

| エスタディオ・メトロポリターノ・ロベルト・メレンデス（バランキヤ） 観客数: 25,000人 主審: オラシオ・エリソンド |

| 2004年10月9日 21:00 (UTC-4) |

| ベネズエラ        | 2 - 5    | ブラジル                                                 |
| モラン 79分, 90分 | レポート | カカ 5分, 34分 · ロナウド 48分, 50分 · アドリアーノ 75分 |

| エスタディオ・ホセ・パチェンチョ・ロメロ（マラカイボ） 観客数: 26,133人 主審: カルロス・チャンディア |

| 2004年10月10日 17:00 (UTC-5) |

| エクアドル                      | 2 - 0    | チリ |
| カビエデス 49分 · メンデス 64分 | レポート |      |

| エスタディオ・オリンピコ・アタウアルパ（キト） 観客数: 27,956人 主審: レネ・オルトゥベ |

### 第10節
| 2004年10月12日 16:00 (UTC-4) |

| ボリビア | 0 - 0    | ウルグアイ |
|          | レポート |            |

| エルナンド・シレス競技場（ラパス） 観客数: 24,349人 主審: マルシオ・レゼンデ・デ・フレイタス |

| 2004年10月13日 17:00 (UTC-3) |

| パラグアイ    | 1 - 1    | ペルー      |
| パレデス 13分 | レポート | ソラノ 74分 |

| エスタディオ・ディフェンソーレス・デル・チャコ（アスンシオン） 観客数: 30,000人 主審: オスカル・ルイス |

| 2004年10月13日 20:00 (UTC-3) |

| チリ | 0 - 0    | アルゼンチン |
|      | レポート |              |

| エスタディオ・ナシオナル（サンティアゴ） 観客数: 57,671人 主審: カルロス・アマリージャ |

| 2004年10月13日 21:50 (UTC-3) |

| ブラジル | 0 - 0    | コロンビア |
|          | レポート |            |

| エスタディオ・レイ・ペレ（マセイオ） 観客数: 20,000人 主審: ホルヘ・ラリオンダ |

| 2004年10月14日 19:00 (UTC-4) |

| ベネズエラ                                 | 3 - 1    | エクアドル             |
| ウルダネタ 20分 (pen.) · モラン 72分, 80分 | レポート | M.アジョビ 41分 (pen.) |

| エスタディオ・ポリデポルティーボ・デ・プエブロ・ヌエボ（サン・クリストバル） 観客数: 13,800人 主審: エドゥアルド・レッカ |

### 第11節
| 2004年11月17日 16:00 (UTC-5) |

| エクアドル    | 1 - 0    | ブラジル |
| メンデス 77分 | レポート |          |

| エスタディオ・オリンピコ・アタウアルパ（キト） 観客数: 38,308人 主審: オスカル・ルイス |

| 2004年11月17日 18:00 (UTC-5) |

| コロンビア    | 1 - 0    | ボリビア |
| ジェペス 18分 | レポート |          |

| エスタディオ・メトロポリターノ・ロベルト・メレンデス（バランキヤ） 観客数: 25,000人 主審: カルロス・トーレス |

| 2004年11月17日 20:00 (UTC-5) |

| ペルー                            | 2 - 1    | チリ                |
| ファルファン 56分 · ゲレーロ 85分 | レポート | S.ゴンサレス 90+1分 |

| エスタディオ・ナシオナル（リマ） 観客数: 39,752人 主審: エクトル・バルダッシ |

| 2004年11月17日 20:45 (UTC-3) |

| ウルグアイ      | 1 - 0    | パラグアイ |
| モンテーロ 78分 | レポート |            |

| エスタディオ・センテナリオ（モンテビデオ） 観客数: 35,000人 主審: カルロス・シモン |

| 2004年11月17日 21:45 (UTC-3) |

| アルゼンチン                                      | 3 - 2    | ベネズエラ                  |
| レイ 3分 (o.g.) · リケルメ 45+1分 · サビオラ 65分 | レポート | モラン 31分 · ビエルマ 72分 |

| エスタディオ・モヌメンタル・アントニオ・ベスプチオ・リベルティ（ブエノスアイレス） 観客数: 30,000人 主審: ヒルベルト・イダルゴ |

### 第12節
| 2005年3月26日 16:00 (UTC-4) |

| ボリビア            | 1 - 2    | アルゼンチン                        |
| カスティージョ 49分 | レポート | フィゲロア 57分 · ガジェッティ 63分 |

| エルナンド・シレス競技場（ラパス） 観客数: 25,000人 主審: ホルヘ・ラリオンダ |

| 2005年3月26日 19:00 (UTC-4) |

| ベネズエラ | 0 - 0    | コロンビア |
|            | レポート |            |

| エスタディオ・ホセ・パチェンチョ・ロメロ（マラカイボ） 観客数: 18,000人 主審: カルロス・シモン |

| 2005年3月26日 22:00 (UTC-4) |

| チリ              | 1 - 1    | ウルグアイ   |
| ミロセビッチ 47分 | レポート | レゲイロ 4分 |

| エスタディオ・ナシオナル（サンティアゴ） 観客数: 55,000人 主審: オスカル・ルイス |

| 2005年3月27日 16:00 (UTC-3) |

| ブラジル  | 1 - 0    | ペルー |
| カカ 74分 | レポート |        |

| エスタジオ・セハ・ドウラーダ（ゴイアニア） 観客数: 49,163人 主審: カルロス・アマリージャ |

| 2005年3月27日 16:10 (UTC-5) |

| エクアドル                                                             | 5 - 2    | パラグアイ                             |
| バレンシア 32分, 49分 · メンデス 45+2分, 47分 · M.アジョビ 77分 (pen.) | レポート | カルドソ 10分 (pen.) · カバニャス 14分 |

| エスタディオ・オリンピコ・アタウアルパ（キト） 観客数: 32,449人 主審: グスタボ・メンデス |

### 第13節
| 2005年3月29日 16:00 (UTC-4) |

| ボリビア                                              | 3 - 1    | ベネズエラ        |
| シチェロ 2分 (o.g.) · カスティージョ 25分 · バカ 84分 | レポート | マルドナード 71分 |

| エルナンド・シレス競技場（ラパス） 観客数: 7,908人 主審: エドゥアルド・レッカ |

| 2005年3月30日 19:00 (UTC-3) |

| パラグアイ                    | 2 - 1    | チリ            |
| モリニゴ 37分 · カルドソ 59分 | レポート | ピニージャ 72分 |

| エスタディオ・ディフェンソーレス・デル・チャコ（アスンシオン） 観客数: 10,000人 主審: オラシオ・エリソンド |

| 2005年3月30日 20:00 (UTC-3) |

| アルゼンチン  | 1 - 0    | コロンビア |
| クレスポ 65分 | レポート |            |

| エスタディオ・モヌメンタル・アントニオ・ベスプチオ・リベルティ（ブエノスアイレス） 観客数: 40,000人 主審: カルロス・アマリージャ |

| 2005年3月30日 20:00 (UTC-5) |

| ペルー                           | 2 - 2    | エクアドル                           |
| ゲレーロ 1分 · ファルファン 58分 | レポート | デ・ラ・クルス 4分 · バレンシア 45分 |

| エスタディオ・ナシオナル（リマ） 観客数: 40,000人 主審: カルロス・チャンディア |

| 2005年3月30日 21:30 (UTC-3) |

| ウルグアイ      | 1 - 1    | ブラジル        |
| フォルラン 48分 | レポート | エメルソン 67分 |

| エスタディオ・センテナリオ（モンテビデオ） 観客数: 60,000人 主審: エクトル・バルダッシ |

### 第14節
| 2005年6月4日 15:00 (UTC-5) |

| コロンビア                                                              | 5 - 0    | ペルー |
| レイ 29分 · ソト 55分 · アンヘル 58分 · レストレポ 75分 · E.ペレア 78分 | レポート |        |

| エスタディオ・メトロポリターノ・ロベルト・メレンデス（バランキヤ） 観客数: 15,000人 主審: カルロス・トーレス |

| 2005年6月4日 16:00 (UTC-5) |

| エクアドル                | 2 - 0    | アルゼンチン |
| ララ 53分 · デルガド 89分 | レポート |              |

| エスタディオ・オリンピコ・アタウアルパ（キト） 観客数: 37,583人 主審: ルベン・セルマン |

| 2005年6月4日 19:00 (UTC-4) |

| ベネズエラ        | 1 - 1    | ウルグアイ     |
| マルドナード 74分 | レポート | フォルラン 2分 |

| エスタディオ・ホセ・パチェンチョ・ロメロ（マラカイボ） 観客数: 12,504人 主審: ガブリエル・ブラセナス |

| 2005年6月4日 21:00 (UTC-4) |

| チリ                               | 3 - 1    | ボリビア                   |
| フエンテス 8分, 34分 · サラス 66分 | レポート | カスティージョ 83分 (pen.) |

| エスタディオ・ナシオナル・デ・チリ（サンティアゴ） 観客数: 46,729人 主審: マルシオ・レゼンデ・デ・フレイタス |

| 2005年6月5日 16:00 (UTC-3) |

| ブラジル                                                                      | 4 - 1    | パラグアイ          |
| ロナウジーニョ 32分 (pen.), 41分 (pen.) · ゼ・ロベルト 70分 · ロビーニョ 82分 | レポート | サンタ・クルス 72分 |

| エスタジオ・ベイラ＝リオ（ポルトアレグレ） 観客数: 45,000人 主審: マルティン・バスケス |

### 第15節
| 2005年6月7日 20:00 (UTC-5) |

| ペルー | 0 - 0    | ウルグアイ |
|        | レポート |            |

| エスタディオ・ナシオナル（リマ） 観客数: 31,515人 主審: エクトル・バルダッシ |

| 2005年6月8日 15:00 (UTC-5) |

| コロンビア                        | 3 - 0    | エクアドル |
| モレノ 5分, 9分 · アルスアガ 70分 | レポート |            |

| エスタディオ・メトロポリターノ・ロベルト・メレンデス（バランキヤ） 観客数: 20,402人 主審: カルロス・シモン |

| 2005年6月8日 19:00 (UTC-4) |

| チリ                | 2 - 1    | ベネズエラ  |
| ヒメネス 31分, 60分 | レポート | モラン 82分 |

| エスタディオ・ナシオナル・デ・チリ（サンティアゴ） 観客数: 35,506人 主審: カルロス・トーレス |

| 2005年6月8日 19:15 (UTC-4) |

| パラグアイ                                                            | 4 - 1    | ボリビア      |
| ガマーラ 17分 · サンタ・クルス 45+1分 · カセレス 54分 · ヌニェス 68分 | レポート | ガリンド 30分 |

| エスタディオ・ディフェンソーレス・デル・チャコ（アスンシオン） 観客数: 5,534人 主審: グスタボ・ブランド |

| 2005年6月8日 21:45 (UTC-3) |

| アルゼンチン                       | 3 - 1    | ブラジル                |
| クレスポ 3分, 40分 · リケルメ 18分 | レポート | ロベルト・カルロス 71分 |

| エスタディオ・モヌメンタル・アントニオ・ベスプチオ・リベルティ（ブエノスアイレス） 観客数: 49,497人 主審: グスタボ・メンデス |

### 第16節
| 2005年9月3日 15:00 (UTC-4) |

| ボリビア  | 1 - 2    | エクアドル         |
| バカ 41分 | レポート | デルガド 8分, 49分 |

| エルナンド・シレス競技場（ラパス） 観客数: 8,434人 主審: エクトル・バルダッシ |

| 2005年9月3日 17:00 (UTC-4) |

| パラグアイ          | 1 - 0    | アルゼンチン |
| サンタ・クルス 14分 | レポート |              |

| エスタディオ・ディフェンソーレス・デル・チャコ（アスンシオン） 観客数: 32,000人 主審: カルロス・シモン |

| 2005年9月3日 19:00 (UTC-4) |

| ベネズエラ                                                | 4 - 1    | ペルー            |
| マルドナード 17分 · アランゴ 68分 · トレアルバ 73分, 79分 | レポート | ファルファン 63分 |

| エスタディオ・ホセ・パチェンチョ・ロメロ（マラカイボ） 観客数: 6,000人 主審: マルシオ・レゼンデ・デ・フレイタス |

| 2005年9月4日 16:00 (UTC-3) |

| ブラジル                                                        | 5 - 0    | チリ |
| フアン 11分 · ロビーニョ 21分 · アドリアーノ 27分, 29分, 90+2分 | レポート |      |

| エスタジオ・マネ・ガリンシャ（ブラジリア） 観客数: 39,000人 主審: カルロス・アマリージャ |

| 2005年9月4日 18:20 (UTC-3) |

| ウルグアイ                  | 3 - 2    | コロンビア                |
| サラジェタ 42分, 51分, 86分 | レポート | ソト 79分 · アンヘル 82分 |

| エスタディオ・センテナリオ（モンテビデオ） 観客数: 60,000人 主審: オラシオ・エリソンド |

### 第17節
| 2005年10月8日 16:00 (UTC-5) |

| エクアドル | 0 - 0    | ウルグアイ |
|            | レポート |            |

| エスタディオ・オリンピコ・アタウアルパ（キト） 観客数: 37,270人 主審: マルシオ・レゼンデ・デ・フレイタス |

| 2005年10月8日 16:00 (UTC-5) |

| コロンビア | 1 - 1    | チリ        |
| レイ 24分  | レポート | ロハス 64分 |

| エスタディオ・メトロポリターノ・ロベルト・メレンデス（バランキヤ） 観客数: 22,380人 主審: ウィルソン・デ・ソウザ |

| 2005年10月8日 17:00 (UTC-4) |

| ベネズエラ | 0 - 1    | パラグアイ            |
|            | レポート | アエド・バルデス 64分 |

| エスタディオ・ホセ・パチェンチョ・ロメロ（マラカイボ） 観客数: 13,272人 主審: オラシオ・エリソンド |

| 2005年10月9日 16:00 (UTC-4) |

| ボリビア            | 1 - 1    | ブラジル          |
| カスティージョ 49分 | レポート | ジュニーニョ 25分 |

| エルナンド・シレス競技場（ラパス） 観客数: 22,725人 主審: ホルヘ・ラリオンダ |

| 2005年10月9日 19:10 (UTC-3) |

| アルゼンチン                                    | 2 - 0    | ペルー |
| リケルメ 81分 (pen.) · グアダルーペ 90分 (o.g.) | レポート |        |

| エスタディオ・モヌメンタル・アントニオ・ベスプチオ・リベルティ（ブエノスアイレス） 観客数: 36,977人 主審: カルロス・トーレス |

### 第18節
| 2005年10月12日 20:00 (UTC-5) |

| ペルー                                                      | 4 - 1    | ボリビア          |
| バサージョ 11分 · アカシエテ 38分 · ファルファン 45分, 82分 | レポート | グティエレス 66分 |

| エスタディオ・ホルヘ・バサドレ（タクナ） 観客数: 14,774人 主審: オスカル・セケイラ |

| 2005年10月12日 20:30 (UTC-3) |

| パラグアイ | 0 - 1    | コロンビア |
|            | レポート | レイ 7分   |

| エスタディオ・ディフェンソーレス・デル・チャコ（アスンシオン） 観客数: 12,374人 主審: マルシオ・レゼンデ・デ・フレイタス |

| 2005年10月12日 21:30 (UTC-3) |

| ブラジル                                                    | 3 - 0    | ベネズエラ |
| アドリアーノ 28分 · ロナウド 51分 · ロベルト・カルロス 61分 | レポート |            |

| マンゲイロン（ベレン） 観客数: 47,000人 主審: エクトル・バルダッシ |

| 2005年10月12日 21:30 (UTC-3) |

| チリ | 0 - 0    | エクアドル |
|      | レポート |            |

| エスタディオ・ナシオナル・デ・チリ（サンティアゴ） 観客数: 49,530人 主審: オラシオ・エリソンド |

| 2005年10月12日 22:30 (UTC-2) |

| ウルグアイ  | 1 - 0    | アルゼンチン |
| レコバ 46分 | レポート |              |

| エスタディオ・センテナリオ（モンテビデオ） 観客数: 55,000人 主審: ウィルソン・デ・ソウザ |

## 得点ランキング
| 順位 | 選手名                           | 国           | 得点数 |
| ---- | -------------------------------- | ------------ | ------ |
| 1    | ロナウド                         | ブラジル     | 10     |
| 2    | エルナン・クレスポ               | アルゼンチン | 7      |
| 2    | ホセ・カルドソ                   | パラグアイ   | 7      |
| 2    | ジェフェルソン・ファルファン     | ペルー       | 7      |
| 5    | アドリアーノ                     | ブラジル     | 6      |
| 5    | ディエゴ・フォルラン             | ウルグアイ   | 6      |
| 5    | ルベルス・モラン                 | ベネズエラ   | 6      |
| 8    | ホアキン・ボテロ                 | ボリビア     | 5      |
| 8    | ホセ・アルフレド・カスティージョ | ボリビア     | 5      |
| 8    | カカ                             | ブラジル     | 5      |
| 8    | アグスティン・デルガド           | エクアドル   | 5      |
| 8    | エディソン・メンデス             | エクアドル   | 5      |
| 8    | ハビエル・チェバントン           | ウルグアイ   | 5      |

## CONMEBOL-OFC大陸間プレーオフ
- 2005年11月12日・エスタディオ・センテナリオ（モンテビデオ）
  - ウルグアイ  1-0  オーストラリア
- 2005年11月16日・スタジアム・オーストラリア（シドニー）
  - オーストラリア  1-0(PK4-2)  ウルグアイ

結果オーストラリアがウルグアイを下し、本大会出場を決めた。